# Каподастер
Каподастер је стезаљка која се користи да би се на музичким инструментима са жицама скратио врат инструмента и на тај начин повисили тонови које производе жице. Жице су притиснуте уз врат (као у случају баре хвата), постају краће и добијени тонови су виши (на пример, са каподастером на трећем прагу, звук гитаре постаје сличан лаути).